# Burgenlandzcy Chorwaci

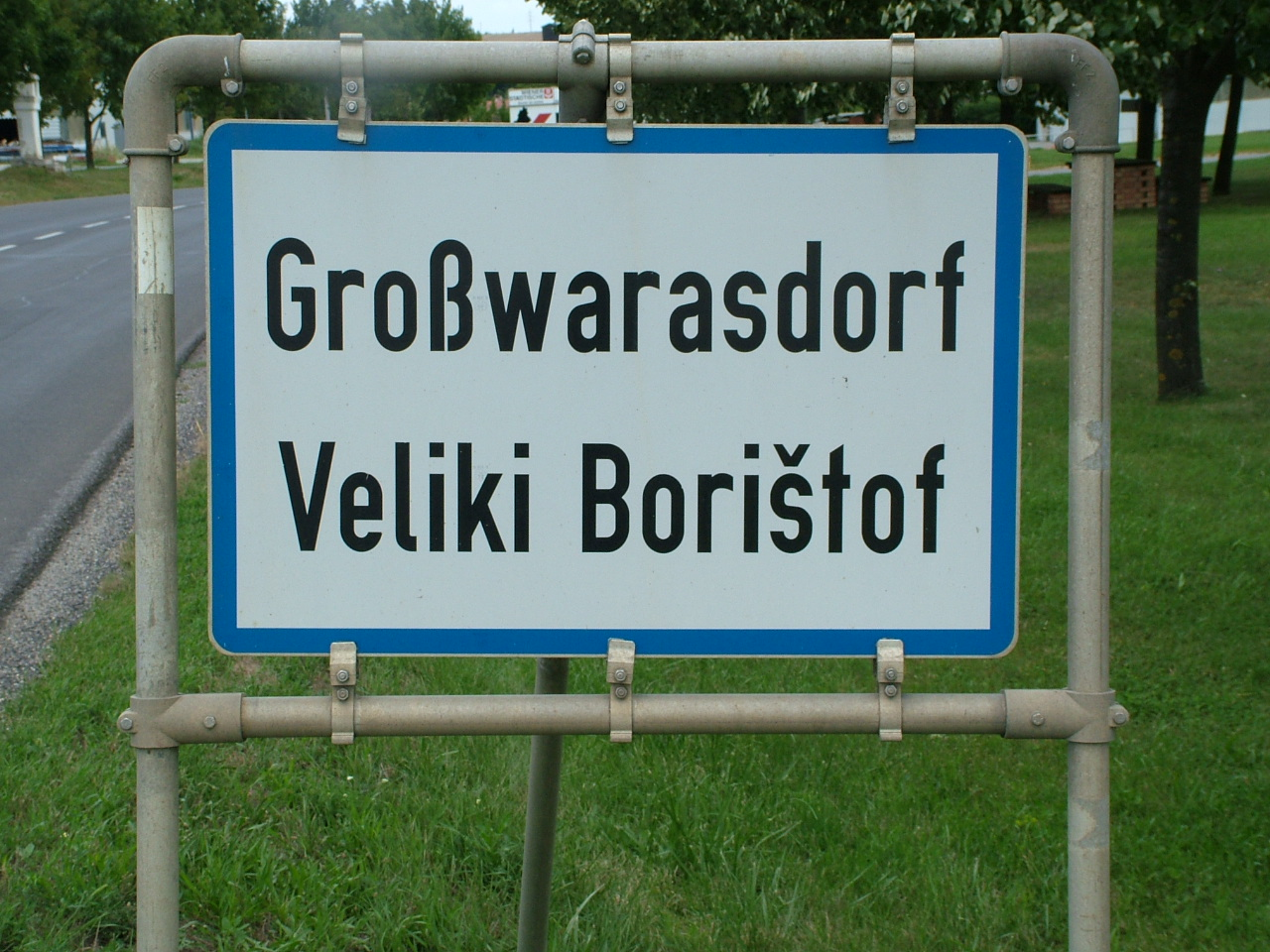
Niemiecko-chorwacka tablica z nazwą miejscowości

Chorwaci burgenlandzcy (chorw. Gradišćanski Hrvati, niem. Burgenlandkroaten) — mniejszość chorwacka żyjąca w Burgenlandzie, austriackim kraju związkowym przy granicy węgierskiej. 
Mieszkają rozproszeni w ok. 50 miejscowościach nie tworząc spójnego terenu zasiedlenia. Ich liczba jest określana na 35–50 tysięcy ludzi. Szacuje się, że dodatkowe 12 tysięcy mieszka w sąsiednim Wiedniu. Wg badań z 2007 r. średnia wieku mieszkańców deklarujących narodowość chorwacką była o 8 lat wyższa niż średnia krajowa Austrii. Niewielka liczba burgenlandzkich Chorwatów mieszka także na sąsiedniej Słowacji (m.in. Jarovce i Čunovo) oraz w północno-zachodnich Węgrzech (m.in. Bezenye).

## Historia
Około 100 tysięcy Chorwatów osiedliło się na terenie Burgenlandu od połowy XVI stulecia, w efekcie migracji wywołanych przez turecki podbój Królestwa Węgier i będącej jego składową Chorwacji. Od 1848 (Wiosna Ludów) trwał renesans tożsamości chorwackiej. Po I wojnie światowej w czasie konferencji pokojowej w Wersalu istnienie enklaw chorwackich na pograniczu austriacko-węgierskim stało się jednym z argumentów delegacji czeskiej ku utworzeniu tzw. korytarza czeskiego, który miał rozdzielać Austrię i Węgry oraz łączyć Czechosłowację z Jugosławią. W 1934 r. powstało w Wiedniu „Chorwacko-Burgenlandzkie Stowarzyszenie Kulturalne” oraz „Chorwacki Klub Akademicki”. 
Od 1955 r. prawa mniejszości chorwackiej chroni artykuł 7. austriackiego traktatu państwowego, gwarantując im dostęp do edukacji we własnym języku na poziomie podstawowym i średnim, status dodatkowego języka urzędowego oraz dwujęzyczne tablice i inskrypcje na zamieszkanych przez nich obszarach.

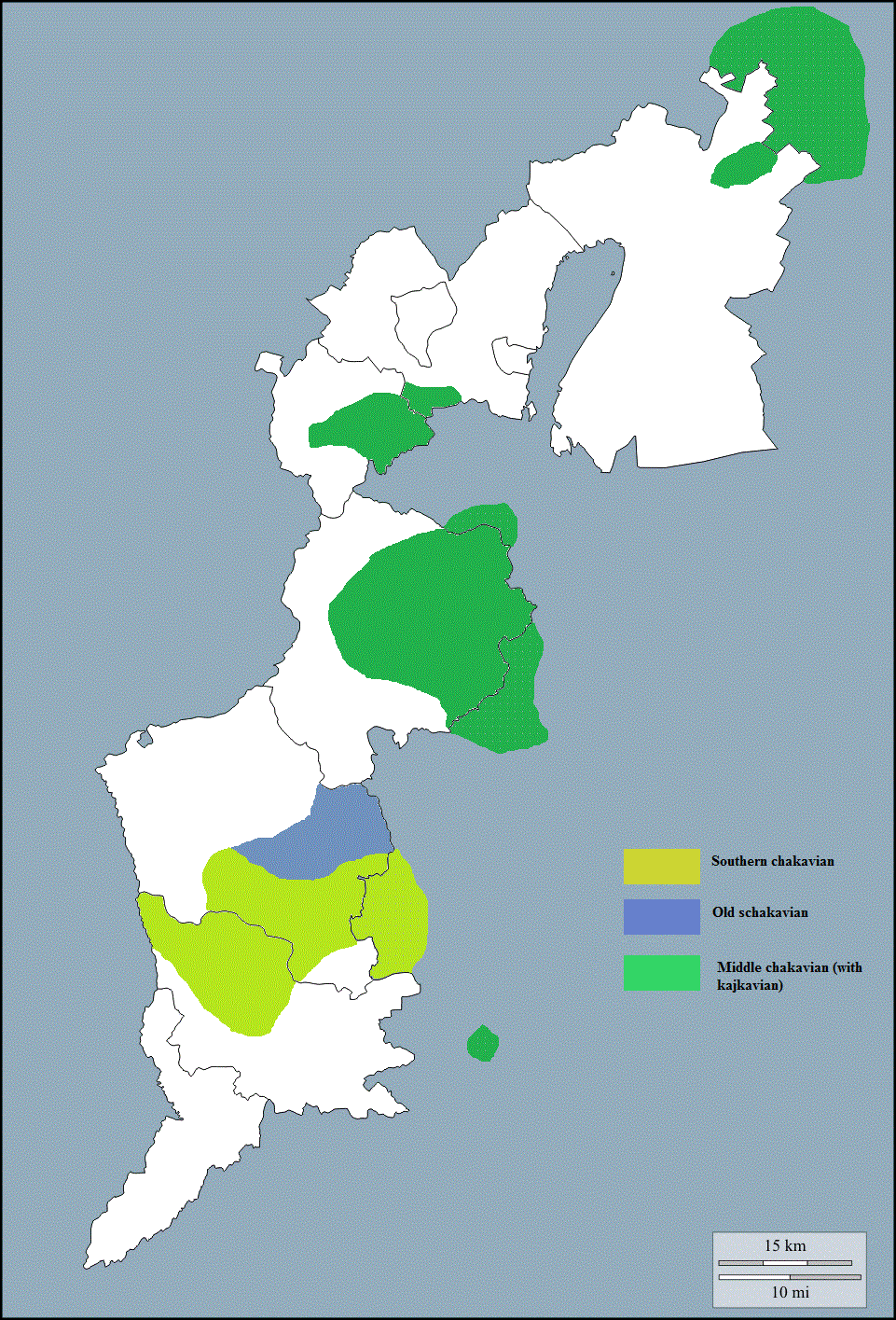
Zróżnicowanie językowe Chorwatów w Burgelandzie

## Język
Miejscowi Chorwaci posługują się starszą odmianą chorwackiego, głównie dialektem czakawskim. Ich dialekty są jednak dosyć zróżnicowane. Widoczne są wpływy węgierskiego i niemieckiego. Imiona są zapisywane po węgiersku, co jest skutkiem madziaryzacji prowadzonej po 1867 roku, gdy Burgenland pozostawał częścią Zalitawii. W ciągu ostatnich pokoleń następuje bardzo szybki proces zaniku języka chorwackiego. UNESCO klasyfikuje burgenladzką odmianę chorwackiego jako zagrożoną.

## Znani
- Nikolaus Berlakovich – polityk, austriacki minister ochrony środowiska[2]
- Norbert Darabos – polityk, austriacki minister obrony[2]
- Julia Dujmovits – mistrzyni olimpijska w snowboardzie[7]
- Andreas Ivanschitz – piłkarz[2]
- Barbara Karlich – prezenterka telewizyjna[2]
- Christian Keglevits – piłkarz
- Milan Linzer – europarlamentarzysta,
- bracia Resetarits:
  - Willi i Lukas – muzycy, uczestnicy konkursu Eurowizji[2]
  - Peter Resetarits – prezenter telewizyjny
- Thomas Parits – piłkarz
- Lothar Rendulic – generał Wermachtu
- Fred Sinowatz – kanclerz Austrii
- Nicole Trimmel – mistrzyni świata w kick-boksingu[2]
- Ägidius Zsifkovics – biskup kościoła katolickiego